# Тер Портен, Хейн
Хейн тер Портен (нидерл. Hein ter Poorten; 21 ноября 1887 — 15 января 1968) — командующий Королевской голландской ост-индской армией в годы Второй мировой войны. Тер Портен также был командующим сухопутными войсками союзников в ABDA (американско-британско-голландско-австралийском командовании) в начале 1942 года.

## Биография
Хейн тер Портен родился в 1887 году в Бёйтензорге (Голландская Ост-Индия). В 1911 году стал артиллерийским офицером, затем помогал создавать армейские ВВС, в 1919 году прошёл курс в Штабном колледже в Нидерландах.
В июле 1939 года Хейн тер Портен стал начальником штаба Королевской голландской ост-индской армии. Когда в октябре 1941 года главнокомандующий Ост-индской армией генерал-лейтенант Герардус Беренсхот погиб в авиакатастрофе, генерал-лейтенант Хейн тер Портен занял его место.
После создания 15 января 1942 года для координации действий сил Союзников в войне против Японии в Юго-Восточной Азии командования ABDA, Хейн тер Портен был назначен командующим его сухопутными силами. К марту 1942 года, в результате быстрого наступления японцев, Хейн тер Портен де-факто оказался главнокомандующим всеми союзными силами на острове Ява, и именно ему пришлось отдать им приказ о безоговорочной капитуляции.
До конца войны он находился в японском лагере для военнопленных, после войны вернулся в Нидерланды.